# …et pour toujours Gomorrhe
…et pour toujours Gomorrhe (titre original : Aye, and Gomorrah…) est une nouvelle de science-fiction new Wave de l'écrivain américain Samuel R. Delany parue en 1967. La nouvelle a également été traduite sous le titre Ouais, et Gomorrhe… lors de sa parution dans le recueil Dangereuses Visions de Harlan Ellison. Elle est également publiée en 1971 dans le recueil Driftglass.

## Prix et distinctions
La nouvelle remporte le prix Nebula de la meilleure nouvelle longue 1967, en même temps que Delany est primé pour L'Intersection Einstein qui remporte le prix Nebula du meilleur roman.

## Publications

### Publications aux États-Unis
La nouvelle paraît aux États-Unis dans, notamment, Dangereuses Visions, un recueil composé par Harlan Ellison.

### Publications en France
La nouvelle est publiée en France dans :
- Espaces inhabitables, anthologie, mars 1973, traduction d'Alain Dorémieux et de René Lathière.
- Dangereuses Visions, recueil de nouvelles, 1975, traduction du volume en français, traduction de la nouvelle par France-Marie Watkins.
- Anthologie de la littérature de science-fiction, éd. Ramsay, octobre 1981, traduction de France-Marie Watkins.
- Histoires de sociétés futures, éd. Le Livre de poche.
- …et pour toujours Gomorrhe dans Chants de l'espace [« Aye, and Gomorrah… »], Bragelonne, 2008 (1re éd. 1967) (OCLC 1010135448)

## Résumé
Les astronautes, connus sous le nom de « Spacers », sont stérilisés avant la puberté pour éviter les effets des radiations spatiales sur les gamètes sexuelles. En plus de les rendre stériles, la stérilisation empêche également la puberté de se produire et aboutit à des adultes androgynes dont le sexe à la naissance n'est pas clair pour les personnes qui les croisent. Les Spacers sont fétichisés par une sous-culture de « frelks », ceux attirés par l'inaccessibilité et l'insensibilité supposées des Spacers (complexe de chute libre-déplacement sexuel). « Frelk » est utilisé comme un terme péjoratif par les Spacers dans la nouvelle, qui se livrent à la prostitution en acceptant de l'argent pour donner aux frelks le contact sexuel qu'ils désirent.

## Spécificité de la nouvelle
Il s'agit de la première nouvelle vendue par Samuel R. Delany. Avant d'apparaître dans Driftglass et Aye, and Gomorrah, and other stories (en), elle est apparue pour la première fois en 1967 comme la dernière nouvelle de l'anthologie de Harlan Ellison, Dangereuses Visions. Elle a été controversée en raison de son sujet relatif au sexe et sexualité en science-fiction (en) et a été qualifiée d'« une des meilleures nouvelles publiée par un homme gai dans les années 1960 ». La nouvelle aborde aussi la question de la transidentité avec des personnes situés en dehors de la binarité de genre, ainsi que la fétichisation des corps trans.
Graham Sleigh l'a décrite comme une version révisionniste de la nouvelle Scanners Live in Vain (en) de Cordwainer Smith'.